# Fiona Schmidt
Pour les articles homonymes, voir Schmidt.
Fiona Schmidt, née en 1981, est une journaliste et essayiste féministe française.

## Biographie
Fiona Schmidt réalise des études de journalisme à l'Institut français de presse à Paris et des études de cinéma à l'université Paris 1 Panthéon-Sorbonne. En 2004, elle intègre la rédaction de Cosmopolitan. En 2009, elle participe à la création de Be, un magazine de mode féminine hebdomadaire (puis mensuel) dont elle est d'abord la rédactrice en chef puis l'éditorialiste jusqu'à la cession du titre en 2014.[réf. nécessaire]
Depuis, elle écrit des chroniques et des billets d'humeur pour la presse féminine comme Grazia, Cosmopolitan, Biba et Cheek Magazine  et contribue également à Slate.fr et Le HuffPost. Elle est aussi connue pour son blog #TGIFiona, sa newsletter hebdomadaire et un compte Instagram intitulé « Bordel de mères ».
La lecture du livre de Roxane Gay, Bad Feminist l'ouvre aux théories féministes et elle se met à militer de plus en plus activement sur les réseaux sociaux. Deux années plus tard, elle publie son premier livre, Les Recettes d'une connasse, sous-titre « dédiées à toutes celles qui demandent un supplément bacon avec leur salade végétarienne ». Il est illustré par Nelle Teyras et obtient le Grand Prix Eugénie Brazier la même année.
Après la vague #MeToo et #Balancetonporc, Fiona Schmidt publie son premier essai sur les rapports de séduction hétérosexuels, L'Amour après #MeToo le 3 octobre 2018,.
Lâchez-nous l'utérus, son deuxième essai publié en janvier 2019 est consacré à la « charge maternelle ». Elle y évoque son choix de ne pas être mère mais s'attelle surtout à déconstruire ce qu'elle considère comme étant normes et préjugés au sujet de la maternité et de la non-maternité, qui entretiendraient les inégalités entre les femmes ainsi qu'entre les sexes,,.

## Publications
- Les recettes d'une connasse, éditions Hachette, coll. « Hors Collection Cuisine », 2017 (ISBN 9782016257944).
- L'Amour après #MeToo : Traité de séduction à l'usage des hommes qui ne savent plus comment parler aux femmes, éditions Hachette, coll. « Développement personnel », 2018 (ISBN 9782017068945).
- Lâchez-nous l’utérus : en finir avec la charge maternelle, éditions Hachette, coll. « Santé », 2020 (ISBN 9782017085348).
- Comment ne pas devenir une marâtre, guide féministe de la famille recomposée, éditions Hachette, coll. « Famille / Santé », 2021 (ISBN 9782019454470).
- Vieille peau : les femmes, leur corps, leur âge : récit…, éditions Belfond, 2023 (ISBN 9782714497406).